# Aetheria (Marte)
Aetheria es el nombre de una característica de albedo sobre la superficie de Marte. Se encuentra localizada en el sistema de coordenades centrada en 39.67° latitud Norte y 130° de longitud Este. El nombre fue aprobado por la IAU en 1958 haciendo referencia al elemento éter, el cual fue usado en la teoría aristotélica como el soporte de las estrellas.
Un albedo nuevo apareció en el extremo oeste de Aetheria en 1977, una área oscura a un costado de los volcanes Elysium. Se trata de un canal, normalmente sin características resaltantes y que se había observado oscureciendo y expandiendo. El detalle recibió el nombre de extensión Hyblaeus (25°N, 125°E).